# Drapac Porsche/Saison 2010
Dieser Artikel listet Erfolge und Mannschaft des Radsportteams Drapac Porsche in der Saison 2010 auf.

## Saison 2010

### Erfolge in den Continental Circuits
Bei den Rennen des UCI Continental Circuits gelangen dem Team nachstehende Erfolge.
| Datum        | Rennen                                    | Kat. | Sieger                        |
| 27. Januar   | 1. Etappe Tour of Wellington              | 2.2  | Peter McDonald                |
| 7. März      | 7. Etappe Tour de Langkawi                | 2.HC | Stuart Shaw                   |
| 27. Juni     | Malaysische Meisterschaft – Straßenrennen | NC   | Mohammed Adiq Husainie Othman |
| 13. November | 1. Etappe Tour de Okinawa                 | 2.2  | Thomas Palmer                 |

### Zugänge – Abgänge
| Zugänge                       | Team 2009         | Abgänge          | Team 2010          |
| ----------------------------- | ----------------- | ---------------- | ------------------ |
| Lachlan Norris                | Ride Sport Racing | Mark O’Brien     | Letua Cycling Team |
| David Pell                    | Savings & Loans   | Zakkari Dempster | Rapha Condor-Sharp |
| Patrick Drapac                | Neoprofi          | Dean Windsor     | Rapha Condor-Sharp |
| Mohammed Adiq Husainie Othman | Neoprofi          | Gene Bates       | Unbekannt          |
| Michael Phelan                | Neoprofi          | Damion Drapac    | Unbekannt          |
|                               |                   | Pip Grinter      | Unbekannt          |
|                               |                   | Ashley Humbert   | Unbekannt          |
|                               |                   | Robbie Williams  | Unbekannt          |

### Mannschaft
| Name                          | Geburtstag         | Nationalität |
| ----------------------------- | ------------------ | ------------ |
| Daniel Braunsteins            | 10. April 1988     | Australien   |
| Patrick Drapac                | 15. April 1991     | Australien   |
| Joseph Lewis                  | 13. Januar 1989    | Australien   |
| Peter McDonald                | 22. September 1978 | Australien   |
| Angus Morton                  | 11. Juli 1989      | Australien   |
| Lachlan Norris                | 21. Januar 1987    | Australien   |
| Mohammed Adiq Husainie Othman | 29. April 1991     | Malaysia     |
| Thomas Palmer                 | 28. Juni 1990      | Australien   |
| David Pell                    | 9. Juni 1980       | Australien   |
| Michael Phelan                | 23. August 1991    | Australien   |
| Rhys Pollock                  | 14. März 1980      | Australien   |
| Stuart Shaw                   | 19. November 1977  | Australien   |